# Heloparia bicolor
Heloparia bicolor är en tvåvingeart som först beskrevs av Walker 1836.  Heloparia bicolor ingår i släktet Heloparia och familjen prickflugor. Inga underarter finns listade i Catalogue of Life.